# Tor (géologie)
Pour les articles homonymes, voir tor.

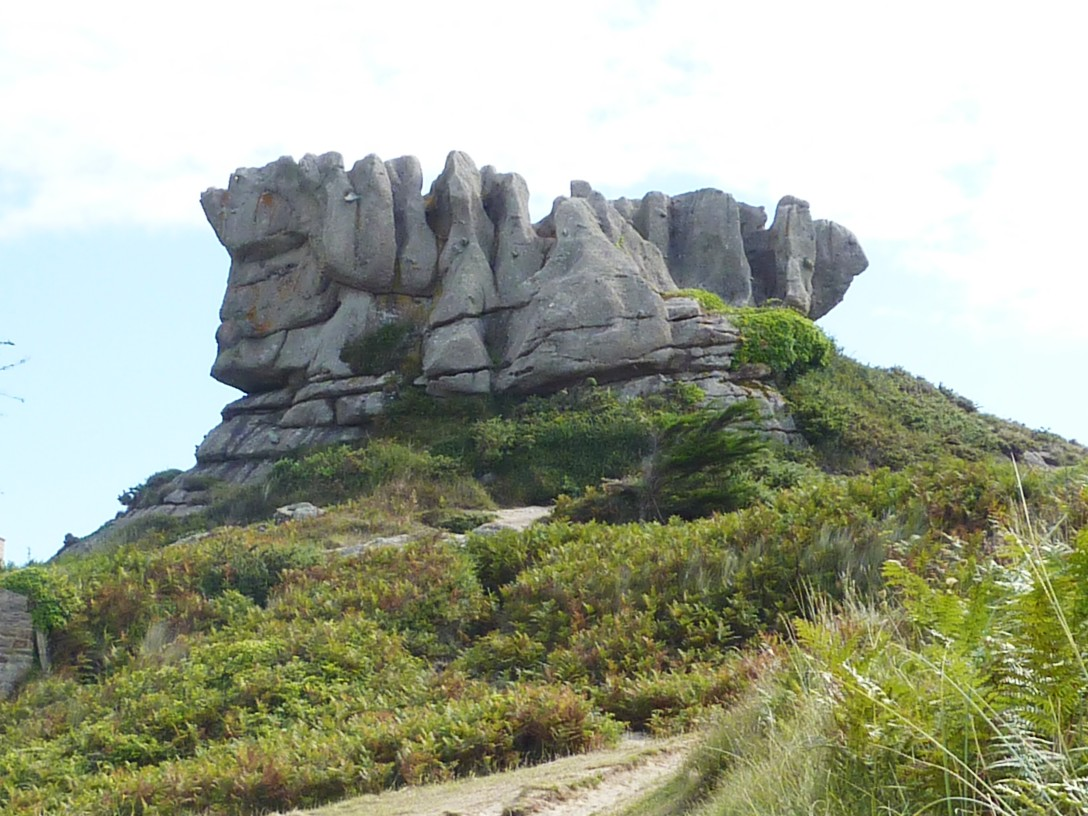
La prédominance du diaclasage vertical et le déblayage de l'arène favorisent la formation de modelé en « château fort » (« couronne du roi Gradlon », tor dont la surface d'affleurement est défoncée par des pseudo-lapiés et qui s'observe au niveau de la grève Blanche de Trégastel, sur la Côte de granit rose).

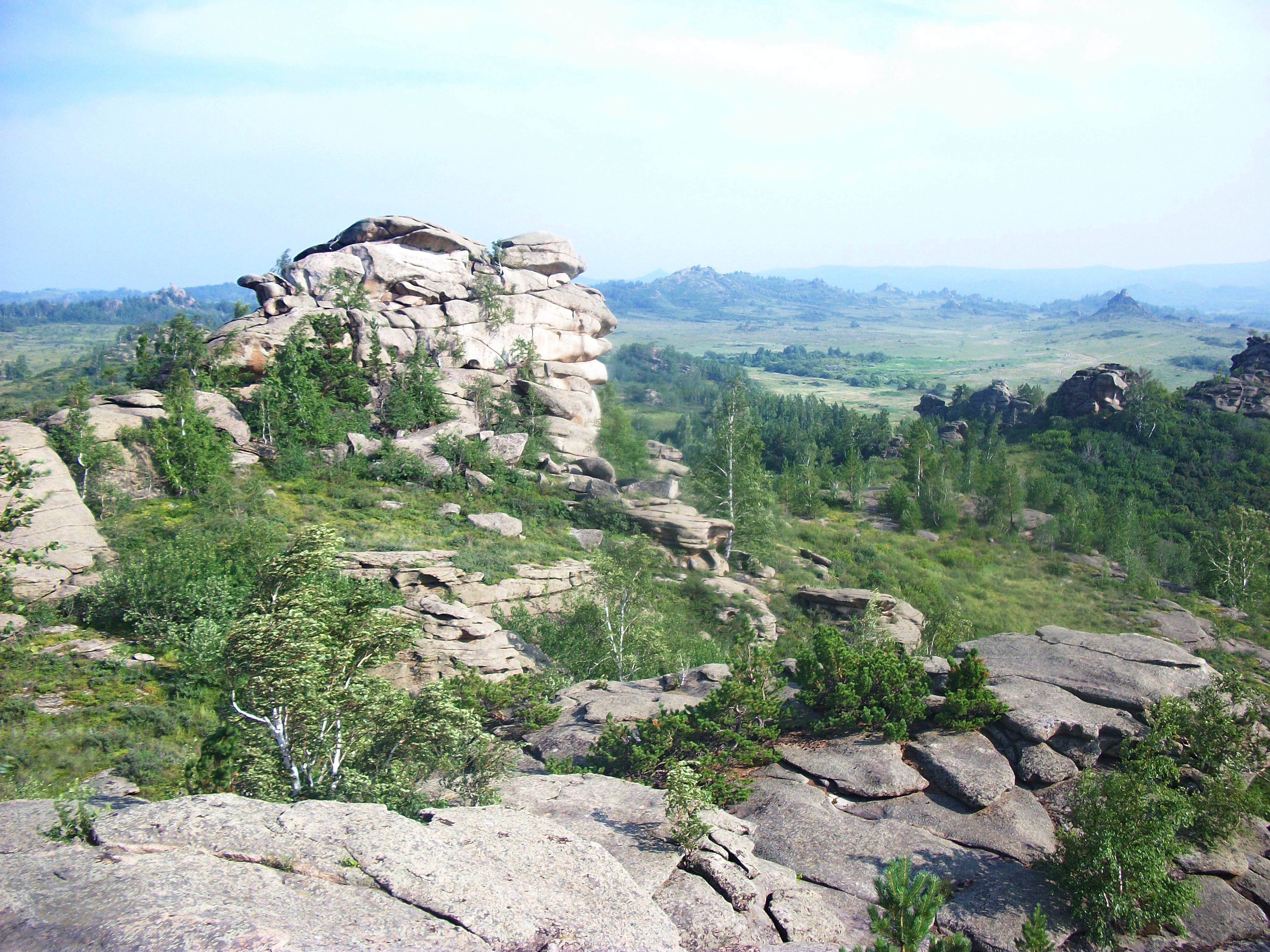
Un tor dans le kraï de l'Altaï.

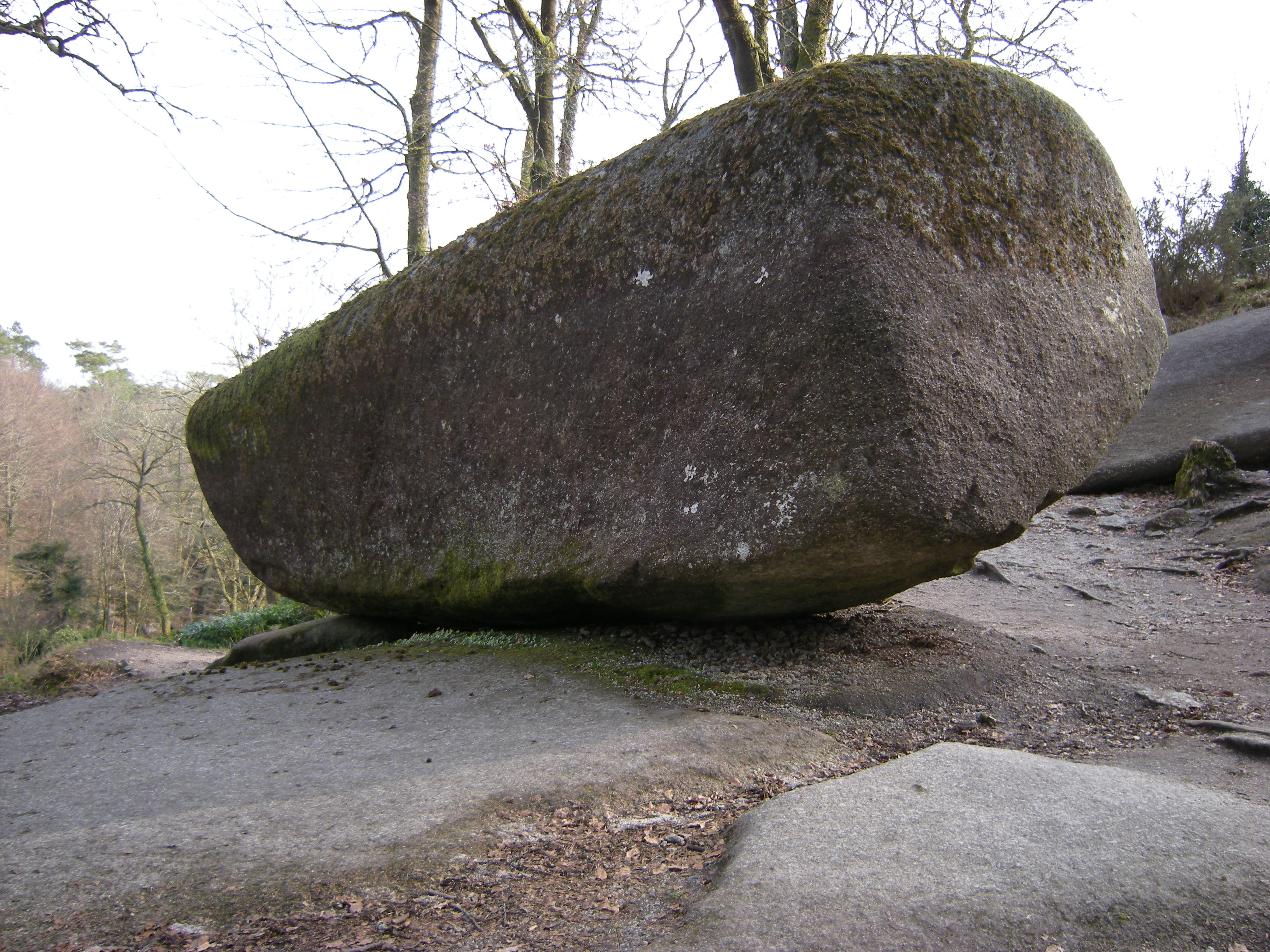
La roche tremblante d'Huelgoat est un tor démantelé.

En géomorphologie, un tor désigne un modelé de déchaussement de blocs ou de rochers dégagés par l'érosion. Ce relief ruiniforme correspond généralement à des affleurements rocheux d'échelle décamétrique ou hectométrique, constitués par un empilement géométrique de blocs aux arêtes émoussées ou de forme ovoïde. Enracinés à la base, tantôt perchés sur les interfluves (tors de sommets complètement dégagés de l'arène), tantôt émergeant le long des ruptures de pente (tors de versants plus ou moins démantelés des volumes d'arène), ils « alimentent les grandes coulées ou les tabliers de blocs et de boules qui voyagent sur les versants, et en contrebas, le long des talwegs, les chaos de blocs qui en dérivent débarrassés de leur fraction fine par lavage ».
Ces formes font partie des produits de la météorisation comme les arènes et à une échelle supérieure les inselbergs. Elles constituent un volume rocheux résiduel, enraciné, provenant principalement du dégagement partiel des produits meubles. Elles sont associées à des formes mineures (micromodelés tels les taffoni, les vasques, les cannelures, etc.) dont la datation et l'interprétation sont parfois réalisées mais restent difficiles en raison de la multiplicité des facteurs qui conditionnent leur genèse et la vitesse de leur évolution (la vitesse de la désagrégation pouvant atteindre parfois plusieurs millimètres ou même plusieurs centimètres par millénaire au cours de l'Holocène dans les milieux tempérés océaniques),.
Les paysages de tors s'expriment sous toutes les latitudes et dans des roches de nature très différentes. Ces blocs sculptés par les agents météoriques selon des systèmes de diaclases subhorizontaux et subverticaux, donnent des reliefs qui surprennent par leurs arrangements défiant les lois de l'équilibre (typiquement les pierres branlantes) et leurs formes qui ont fécondé l'imaginaire populaire, d'où leurs microtoponymes et leur association à des légendes locales. Ils ont de plus en plus une vocation touristique (paysage, escalade) voire à être classés comme géotopes. 

## Étymologie
Le terme dérive du vieux gallois twr ou twrr signifiant tas, empilement.